# Юбає-Мару
Юбає-Мару (Yubae Maru) — судно, яке під час Другої світової війни брало участь у операціях японських збройних сил в архіпелазі Бісмарка, на Новій Гвінеї та Каролінських островах.
Вантажне судно Юбає-Мару спорудили в 1919 році на верфі Ishikawajima Shipbuilding & Engineering у Айой на замовлення Suzuki Shoken. З 1922 року його власником стала Kokusai Kisen, а з 1932-го — компанія Kuribayashi Shosen.
Існують дані, що у певний момент судно реквізували для потреб Імперської армії Японії.
9 січня 1943-го за кілька десятків кілометрів на захід від острова Палау (західні Каролінські острови) Юбає-Мару торпедував американський підводний човен USS Searaven. Втім, ця атака призвела лише до пошкодження транспорту.
1—9 травня 1943-го "Юбає-Мару" у складі конвою здійснило перехід з Палау до Рабаулу — головної передової бази в архіпелазі Бісмарка, з якої здійснювались операції на Соломонових островах та сході Нової Гвінеї. 22 травня — 1 червня разом з іншим конвоєм судно повернулось на Палау.
Влітку 1943-го "Юбає-Мару" працювало над постачанням японського угруповання на Новій Гвінеї. Так, 21 червня воно вийшло з Палау у складі конвою «Ганза №4». 2 липня цей загін повернувся на Палау, а 20 липня судно рушило в черговий рейс разом з конвоєм «Ганза №5», який повернувся назад 31 липня.
20 серпня 1943-го Юбає-Мару полишило Палау в конвої «Вевак №7», який за три доби відкликали через активність ворожої авіації над пунктом призначення. Хоча невдовзі «Вевак № 7» зробив ще одну спробу досягнути Нової Гвінеї, проте цього разу він був переформатований і не включав Юбає-Мару.
12 — 29 жовтня 1943-го "Юбає-Мару" у складі конвою H-2 прослідувало з Маніли до острова Хальмахера (північна частина Молуккського архіпелагу), а з 9 по 15 листопада здійснило круговий рейс до західної частини Нової Гвінеї в конвої з острова Хальмахера до Манокварі. 18 — 24 листопада "Юбає-Мару" прослідувало в конвої з острова Хальмахера до Маніли.
На початку лютого 1944-го "Юбає-Мару"  перебувало на острові Понапе (схід Каролінських островів), звідки рушило у складі конвою 7 лютого та через три доби прибуло на атолі Трук у центральній частині Каролінських островів (тут ще до війни створили потужну базу японського ВМФ, з якої до лютого 1944-го провадились операції у цілому ряді архіпелагів).
17 лютого 1944-го по Труку завдало потужного удару американське авіаносне угруповання (операція «Хейлстоун»), яке змогло знищити в цьому рейді кілька бойових кораблів та майже три десятки інших суден. Два літаки з авіаносця USS Bunker Hill атакували «Юбає-Мару» торпедою та 454-кг бомбою і за годину уражений корабель затонув, загинула одна особа.
Рештки судна лежать на глибині від 18 до 37 метрів.